# Cussac-sur-Loire
Cussac-sur-Loire is een gemeente in het Franse departement Haute-Loire (regio Auvergne-Rhône-Alpes). De plaats maakt deel uit van het arrondissement Le Puy-en-Velay. Cussac-sur-Loire telde op 1 januari 2022 1.658 inwoners.

## Geografie
De oppervlakte van Cussac-sur-Loire bedroeg op 1 januari 2022 10,27 vierkante kilometer; de bevolkingsdichtheid was toen 161,4 inwoners per km².

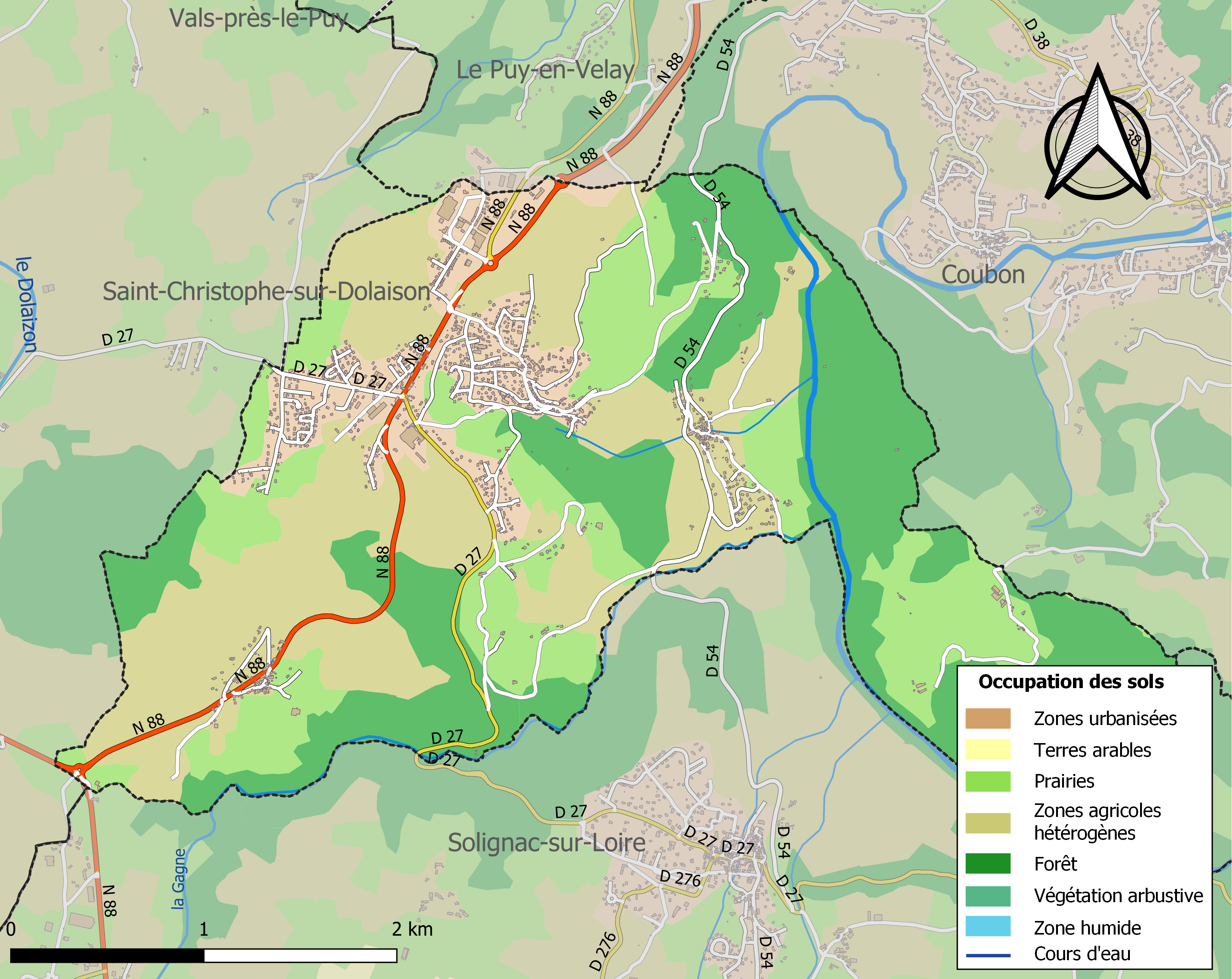
Kaart van de gemeente met de belangrijkste infrastructuur, bodemgebruik en omliggende gemeenten

## Demografie
Onderstaande figuur toont het verloop van het inwonertal (bron: INSEE-tellingen).